# Ferenc Bihar

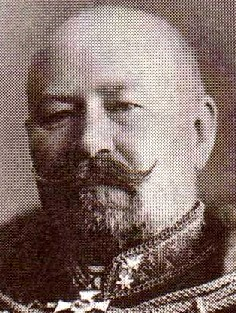
Ferenc Bihar

Ferenc Bihar de Barabásszeg (Debrecen, 20 december 1847 – Boedapest, 17 mei 1920) was een Hongaars legerofficier, die minister van Defensie was van 1905 tot 1906, tijdens de Hongaarse grondwetscrisis van 1905. Na de val van de regering-Fejérváry ging hij met pensioen. Hij was afgestudeerd aan de Ludovika-academie in Boedapest en behaalde de rang van luitenant-generaal.